# Cottinelli Telmo
José Ângelo Cottinelli Telmo (né à Lisbonne le 13 novembre 1897 et mort à Cascais le 18 septembre 1948) est un architecte et un cinéaste portugais.
Figure aux multiples facettes, son œuvre englobe une grande diversité de domaines, se distinguant non seulement dans l'architecture et le cinéma, mais aussi dans l'écriture, la poésie, le dessin, la musique, la bande dessinée. Il se démarque dans le contexte de la culture portugaise de la première moitié du XXe siècle, surprenante par le grand nombre d'initiatives dans lesquelles il s'est impliquée. Cottinelli Telmo croyait que l'architecture n'était pas basée sur une seule discipline, mais sur l'unification de diverses disciplines artistiques.
Avec Carlos Ramos, Cristino da Silva, Jorge Segurado, Pardal Monteiro et Cassiano Branco, il appartient à la génération des pionniers du modernisme en architecture au Portugal. Homme de confiance de Duarte Pacheco, Cottinelli Telmo était responsable de travaux majeurs pendant la période dite de l'Estado Novo, à savoir pour la conception globale et les bâtiments à haute visibilité de l'Exposition du monde portugais (Lisbonne, 1940), et pour la planification de l'expansion de l'Université de Coimbra (1943). Il a également préparé le projet de construction du camp de concentration de Tarrafal.

## Biographie et carrière

### Famille et formation
Il est le fils de Cristiano da Luz Telmo et de Cecilia Cottinelli Telmo. Son père meurt en 1912. Il fréquente le Liceu Pedro Nunes (1907-1912). Il est diplômé en architecture à l'école des beaux-arts de Lisbonne (1915-20),.
Dès son plus jeune âge, il se consacre à une multitude de domaines, du dessin et des arts graphiques à l'écriture ou à la musique. Il réalise des couvertures et des illustrations, publie ses premières bandes dessinées, compose de la musique et dirige l'orchestre de la soirée étudiante des Beaux-Arts (Teatro S. Carlos, 1918).
Il réalise ses premiers projets : Pavilhão de Honra de Portugal (Exposition internationale, Rio de Janeiro, 1922) ; École Camões, Entroncamento (1923).

### Architecte des chemins de fer
En avril 1923, il est admis comme architecte à la compagnie des chemins de fer portugais pour laquelle il réalise de nombreux projets, mais parmi ses travaux, le projet de la gare fluviale innovante du Sul et Sueste, située à Terreiro do Paço et construite entre 1929 et 1931 (cette gare a longtemps été la porte d'entrée de Lisbonne) pour les voyageurs venus en bateau de Barreiro ). La Station fluviale du Sul et Sueste marque « l' achèvement de [son] ouverture au modernisme international ». Ici, les possibilités constructives du béton armé, « dont la structure rend libre le plan et la façade, sont pleinement assumées à travers une composition de volumes élémentaires, la toiture plate et les grandes surfaces vitrées qui témoignent du quadrillage strict de la structure ».

### Journalisme
Entre 1921 et 1929, il dirige le magazine pour enfants ABC-zinho, étant responsable d'une grande partie de son contenu ; il réalise des couvertures, des textes, des illustrations, des bandes dessinées, dont il fut l'un des pionniers au Portugal (il fut l'auteur de pages autonomes où le texte et l'image convergent, collaborant, dans bien d'autres, en tant que scénariste, avec des artistes comme Carlos Botelho).

### Cinéaste
En 1930, il participe au premier salon des indépendants à Lisbonne. Trois ans plus tard, il réalise A Canção de Lisboa, le premier film sonore entièrement portugais et une référence de la filmographie portugaise à l'époque, avec au casting Vasco Santana, Beatriz Costa et António Silva.

### Architecte officiel
En 1934, il est nommé, par le ministre Duarte Pacheco, pour faire partie de la Commission des constructions pénitentiaires. Il conçoit des bâtiments et des travaux de rénovation dans tout le pays (rénovation de la prison d'Alcoentre, 1935 ; Camp de Tarrafal, Cap Vert, 1936 ; etc.). En 1936, il rejoint la Legião Portuguesa et compose la musique de l'hymne la Mocidade Portuguesa.
En 1939, il est nommé architecte en chef de l'Exposition du monde portugais (1940), une étape fondamentale dans la propagande et la consolidation du système idéologique de l'Estado Novo.
Avec la participation de douze architectes, dix-neuf sculpteurs et quarante-trois peintres, l'Exposition du monde portugais est inextricablement liée aux principaux représentants du modernisme national, dans le domaine de l'architecture et des arts plastiques, dont, par exemple, Cristino da Silva, Jorge Segurado, Pardal Monteiro, Almada Negreiros, Leopoldo de Almeida, Jorge Barradas, Bernardo Marques, Carlos Botelho (bien que d'une autre génération, Raul Lino a également participé en concevant le Pavillon du Brésil). L'esprit nationaliste de l'entreprise marquera de manière décisive l'évolution de l'architecture dans les années suivantes, s'éloignant des intentions internationalistes qui étaient à la base de la culture moderne  et revenant à des formulations de nature traditionnelle et historiciste (caractéristiques du style officiel de l'Estado Novo, souvent surnommé portugais Suave).
En plus de la coordination générale de l'exposition, Cottinelli Telmo a pris en charge la conception de l'un des deux pavillons les plus visibles : le Pavillon des Portugais dans le Monde. À l'ouest de la grande Praça do Império, il conçoit « une façade aveugle de 164 mètres de long, réalisée en staff dans des rectangles préfabriqués réguliers […] . Les armoiries de la noblesse qui ont joué un rôle dans les navigations et les conquêtes d'autrefois se dessinaient sur la cymbale de l'édifice . Une tour de 19 mètres de haut, surmontée d'une étoile brillant sur l'ancien bouclier du Portugal, complétait le sommet sud du pavillon. En partenariat avec Leopoldo de Almeida, il a conçu le Padrão dos Descobrimentos,.

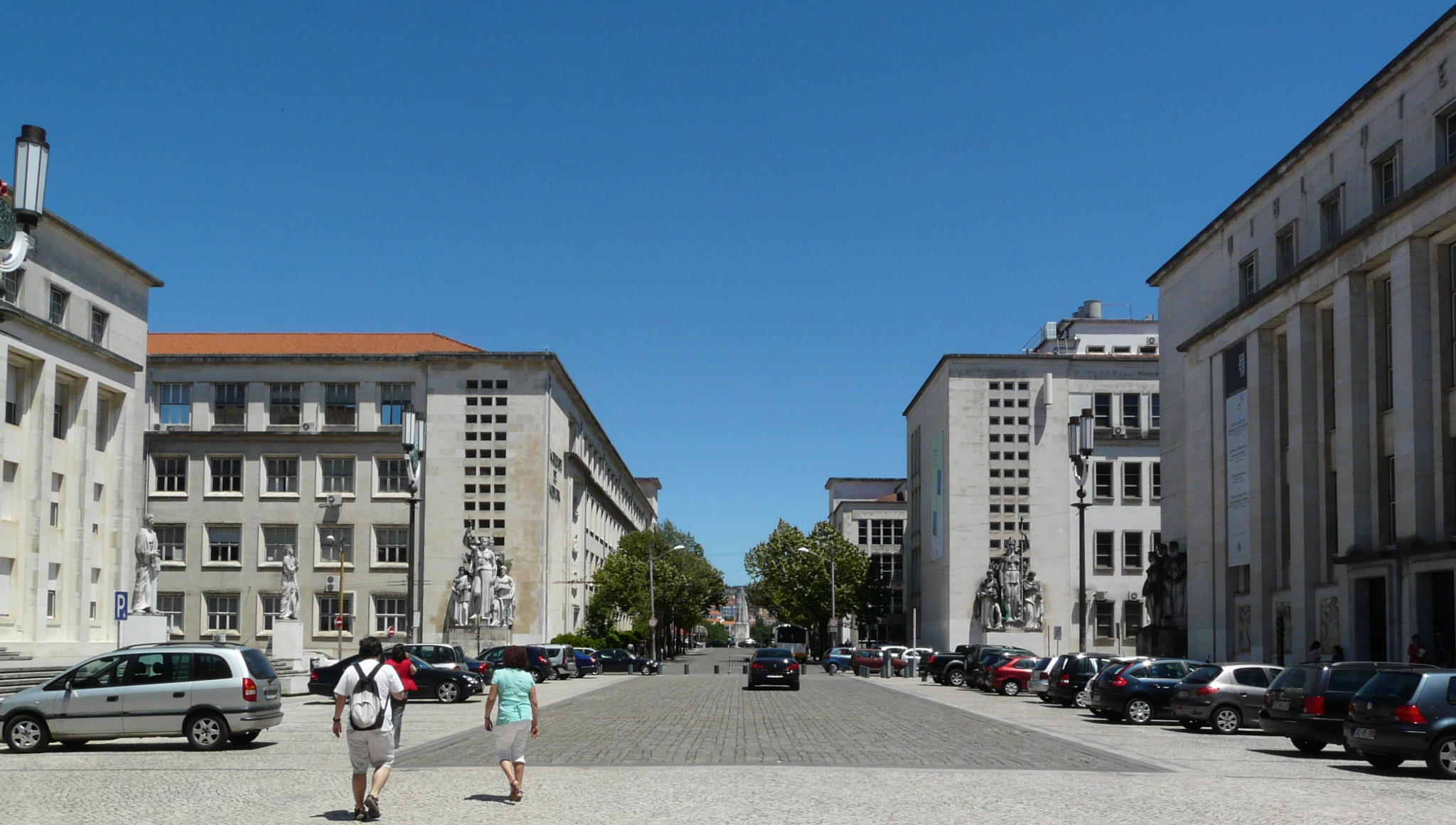
Ville universitaire de Coimbra.

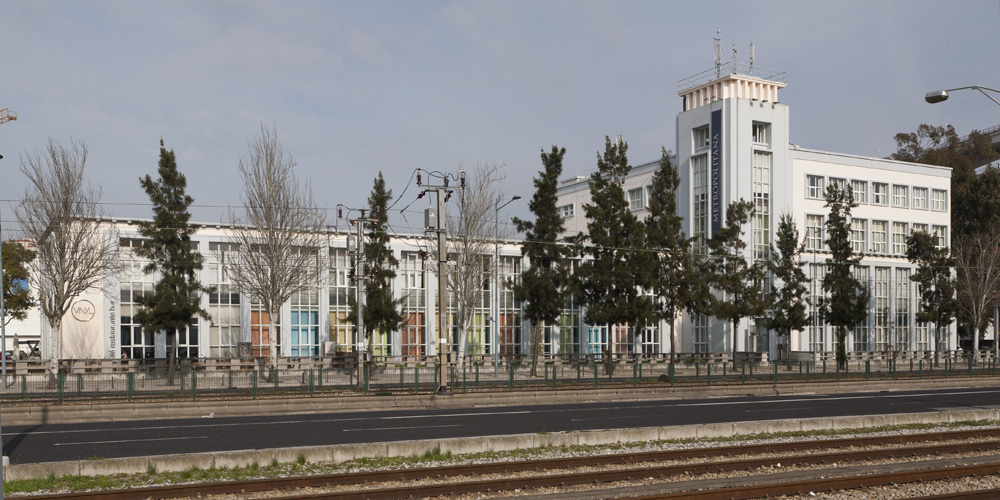
Bâtiment électrique standard.

En 1943, on lui confie la tâche de planifier l'agrandissement de l'Université de Coimbra (ce qui impliquait la destruction d'un vaste quartier historique de l'Alta de Coimbra  ), où il obéit au goût monumentaliste du régime, " qui était alors rigidement guidé par un style néoclassique marqué par les idéologies fasciste et national-socialiste » ; cet engagement est particulièrement évident dans le grand escalier d'accès, mais également dans les principes de composition qui régiront les différents projets (Faculté des lettres, Bibliothèque générale, etc..

### Dernières années
À partir de 1938, il dirige la revue Arquitectos (jusqu'en 1942) ; il a écrit une chronique de critique d'art pour le journal Acção (1941-42). Il collabore avec Mocidade Portuguesa Feminina : bulletin mensuel  (1939-1947) et dans la revue ilustration Portugueza  (créée en 1903).
En 1941, il est élu secrétaire du Conseil et, trois ans plus tard, prend ses fonctions de président de l'Association nationale des architectes. Aux élections des organes directeurs de l'Union en mars 1948, il est battu par la liste conduite par Keil do Amaral (qui a été empêché de prendre ses fonctions pour des raisons politiques  ). Plus tard dans l'année, Cottinelli Telmo sera l'un des principaux promoteurs du Congrès National d'Architecture, un jalon historique dans l'affirmation de la profession au Portugal et où émerge une nouvelle génération socialement engagée, qui défiera le leadership, jusque-là pratiquement incontesté, de la génération de Cottinelli Telmo lui-même.
L'un de ses projets les plus marquants remonte à 1945, le bâtiment Standard Elétrica, Lisbonne, qui " présente une solution volumétrique remarquable de fenêtres fonctionnelles et une tour qui a perdu son couronnement projeté, dans un engagement moderniste envers la monumentalité imposée par le ciment murs ".

### Mort
Il est mort le 18 septembre 1948 dans un accident de pêche sportive à Cascais.

### Honneurs
- Grand-croix de l'ordre du Christ (Portugal) (4 mars 1941)[17].

## Quelques projets et travaux
Parmi ses réalisations marquantes, figurent :
- 1921-22 : Pavillon d'honneur du Portugal, Exposition internationale, Rio de Janeiro (avec Carlos Ramos et Luís da Cunha).
- 1923-25 : École Camões, Entroncamento (avec Luís da Cunha).
- 1924-25 : Bairro Camões, Entroncamento (avec Luís da Cunha).
- 1930 : Liceu de Latino Coelho, Lamego.
- 1931 : Gare du Sud et du Sud-Est, Lisbonne.
- 1938 : Prison départementale de S. Pedro do Sul (construction, 1946)[18].
- 1939-40 : Plan de l'Exposition universelle portugaise ; Fontaine et Jardin Lumineux, Praça do Império, Exposition du Monde Portugais ; Pavillon des Portugais dans le Monde, Exposition du Monde Portugais ; Monument aux Découvertes, Exposition du Monde Portugais (avec Leopoldo de Almeida ).
- 1943 : Lycée D. João de Castro, Lisbonne.
- 1943 : Plan général de la ville universitaire de Coimbra ; Escalier monumental, ville universitaire de Coimbra (achevé en 1950).
- 1945 : Installations de Standard Elétrica (siège actuel de l' Orquestra Metropolitana de Lisboa ), Av. Da India, Lisbonne (construite en 1948).
- 1945 : Sanatorium de Penhas da Saúde [19]
- Et aussi : bâtiment pour voyageurs, gare de Tomar (1928-29) ; bâtiment pour voyageurs, gare d'Azambuja (1934) ; bâtiment pour voyageurs, gare ferroviaire de Vila Real de Santo António (projet, 1936 ; construction, 1944) ; Tour de signalisation et de manœuvre Pinhal Novo (1936); projet de rénovation intérieure du bâtiment voyageurs de la gare du Rossio, Lisbonne (1938)[3] ; tour de contrôle du trafic, gare de Campolide, Lisbonne (1940)[18].